# Vostok Subglacial Highlands
Vostok Subglacial Highlands är en platå i Antarktis. Den ligger i Östantarktis. Australien gör anspråk på området.